# Sven Lindqvist
Sven Oskar Lindqvist (Estocolmo, Suecia, 28 de abril de 1932-ibídem, 14 de mayo de 2019), conocido como Sven Lindqvist, fue un escritor sueco que escribió sobre temas de no ficción y relacionados con África, Asia y América Latina, enfocado en el racismo, el colonialismo, el imperialismo y la guerra.

## Datos biográficos
Se doctoró en filosofía e historia de la literatura en la Universidad de Estocolmo con una tesis sobre Vilhelm Ekelund, y en 1979 obtuvo un doctorado honorífico en la Universidad de Uppsala. De 1960 a 1961, trabajó como representante cultural en la embajada sueca de Pekín. De 1956 a 1986 estuvo casado con Cecilia Lindquist, sinóloga, con quien tuvo dos hijos. En 1986, se casó con Agneta Stark, economista. Vivió en Södermalm, área del centro de la capital sueca.[cita requerida]

## Premios
- 1967 Svenska Dagbladets litteraturpris
- 1969 Doblougska priset
- 1969 Stora Journalistpriset
- 1973 Litteraturfrämjandets stora pris
- 1993 Aniara-priset
- 1999 Lotten von Kraemers pris
- 2000 Kellgrenpriset
- 2008 Svenska Akademiens essäpris
- 2011 Ivar Lo-priset

## Obra
- Ett förslag (1955)
- Handbok (1957)
- Reklamen är livsfarlig (1957)
- Hemmaresan (1959)
- Praktika (1962)
- Kina inifrån (1963)
- Asiatisk erfarenhet (1964)
- Dagbok och diktverk (1966)
- Myten om Wu Tao-tzu (1967)
- Slagskuggan (1969)
- Självklara saker (1970)
- Jord och makt i Sydamerika (1973)
- Jordens gryning - Jord och makt i Sydamerika del II (1974)
- Arbetsbyte (1976)
- Lägenheter på verkstadsgolvet (1977)
- Gräv där du står (1978)
- Hamiltons slutsats (1980)
- Kina nu (1980) (con Cecilia Lindqvist)
- Hamiltons slutsats (1980)
- En älskares dagbok (1981)
- En gift mans dagbok (1982)
- En underjordisk stjärnhimmel (1984)
- Elefantens fot (1985)
- Bänkpress (1988)
- Ökendykarna (1990)
- Av nyfikenhet öppnade jag dörren i muren (1991)
- Livstidsmänniskan (1992)
- Utrota varenda jävel (Exterminad a todos los salvajes) (1992)
- Arbete & kärlek (1995)
- Antirasister (1995)
- Nu dog du: Bombernas århundrade (1999)
- Framtidslandet (2000)
- Terra nullius - en resa genom ingens land (2005)
- Fadern, sonen och den heliga motorcykeln (2006)
- Avsikt att förinta (2008)